# Lucio Olvera
General Lucio Olvera fue un militar revolucionario mexicano nacido en Jalpan de Serra, Sierra Gorda, Querétaro. 

## Revolución Mexicana
Realizó acciones entre 1914 y 1924. Olvera se encargó de enviar correspondencia al general Pedro Gabay, según los planes de Ramón Rubio. Lucio Olvera se dio a la tarea de formar un grupo de 400 hombres, al cual denominó defensas voluntarias. Al mando de este grupo se propuso liberar la plaza de Jalpan, lográndolo y obligando a Saturnino Cedillo a retirarse. Olvera envió en cuerda a los prisioneros a San Juan del Río, en donde el General Álvaro Obregón los incorporó a sus fuerzas. A principios de 1919 el jefe de los Pacíficos Armados de la municipalidad de Jalpan de Serra, Lucio Olvera, informó que Ramón Rubio no le había dicho de la falta de garantías que su hermano había hecho en México. Enterado Rubio del informe, lo tachó de falso y denunció al gobierno que Lucio Olvera estaba subordinado a un cacique.

## Rebelión delahuertista
Durante la Rebelión delahuertista salió de Jalpan junto al general de la Peña con rumbo a Mazacintla, tomando todo tipo de precauciones para no exponer la vida de 2 infantes, que habían sido amenazados de muerte en caso de que los rebeldes fueran atacados por las defensas del lugar o por las fuerzas del general de la Peña. Una vez salvados los pequeños, Olvera y de la Peña atacaron, provocando la huida de los seguidores de Adolfo de la Huerta. A la muerte de Lucio, fue nombrado Personaje Ilustre del Municipio Jalpan de Serra. Debido a la gran cantidad de generales existentes luego de las luchas armadas, en su hoja de servicios de la Dirección General de Archivo e Historia de la SEDENA consta el grado de Subteniente de Infantería, ya que el de general le fue consedido por su tropa y superiores.